# Læderstrømpe og Den sidste Mohikaner
Læderstrømpe og Den sidste Mohikaner er en amerikansk stumfilm fra 1909 af D. W. Griffith.

## Medvirkende
- George Nichols
- Mack Sennett
- Marion Leonard
- Linda Arvidson
- Owen Moore